# オーイズミ
株式会社オーイズミ（英: OIZUMI Corporation）は、パチスロ関連機器等を製造する日本の企業。

## 概要
パチスロのメダルを数える機械（計数器）の大手である他、パチンコ・パチスロの玉貸機等を製造している。2002年にはパチスロ機の製造・販売にも参入。
2013年5月に自社オリジナルキャラクター『OZS-1000』通称1000ちゃん（CV：新田恵海）を発表。コミックマーケット84にも企業ブースとして出展し、CDやグッズの販売などキャラクターコンテンツ事業も展開している。
2023年からパチンコ専業メーカーである高尾を完全子会社としており、子会社化以前に開発を始めたパチンコ機の発売完了後は自社IPやパチスロ部門で契約している版権を主としたパチンコ機の開発を中心に据える方針である。オーイズミの遊技機販売部門は高尾製パチンコ機の販売を中心に据えるため、オーイズミ製パチスロ機の販売は消極的である。

## 沿革
- 1974年 - 神奈川県秦野市で株式会社大泉製作所を設立
- 1987年 - 現社名に改称する
- 2002年 - 東京証券取引所2部に上場。本社を現在地に移転
- 2004年 - 東京証券取引所1部に指定替え
- 2008年 - 日本遊技機工業組合に加盟（パチンコ機事業に進出）
- 2010年9月 - アニメ制作会社のアニメインターナショナルカンパニー（AIC）を完全子会社化[2]
- 2011年3月 - 同社の全株式をアプリックスへ譲渡[3]
- 2012年7月 - 神奈川県が公募していたメガソーラー発電事業者に選定される[4]
- 2013年6月 - インターグロー（後のオーイズミ・アミュージオ）を子会社化。
- 2014年12月 - レッド・エンタテインメントを子会社化
- 2020年1月 - 下仁田物産を子会社化し食品事業に参入[5]
- 2022年
  - 3月 - バブルスターを子会社化
  - 8月 - 武内製薬を子会社化
  - 9月 - 民事再生手続中の高尾との間で、民事再生スポンサー契約を締結[6]。
- 2023年
  - 1月 - 高尾の民事再生計画に伴い、高尾を子会社化[7][8]。
  - 10月 - 東京証券取引所スタンダード市場へ市場変更[9]。

## パチスロ機種一覧

### 4号機（主要機種）
- 2002年 - リトルロック、リトルロックZ、ブルースカイ、ディグダグ、ディグダグＺ
- 2003年 - スペックA、リニアフラッシュ-30（業界初・テーブル形筐体「ベガスロ」採用）、ナイトパーク、フラワー天国
- 2004年 - 大繁盛本舗、エルレボリューション（限定販売）

### 5号機
注：※印の機種はオーイズミNEOブランド（オリンピアとの共同開発ブランド）
| 機種名                                       | 発売年月   | 備考                                                      |
| -------------------------------------------- | ---------- | --------------------------------------------------------- |
| 小野真弓のかわいい日本昔話                   | 2006年11月 | 初の5号機                                                 |
| さそり座のサラリーマン 美川 ※                | 2006年11月 | オーイズミNEOブランド初機種                               |
| パチスロ鉄拳伝タフ ※                         | 2007年2月  | 高校鉄拳伝タフのタイアップ機                              |
| 常夏アロハ                                   | 2007年5月  | 全日遊連との共同開発                                      |
| ラーメン王                                   | 2007年7月  |                                                           |
| 元祖ハネスロ                                 | 2007年10月 | 業界初の「2リール機」                                     |
| NEO花物語 ※                                  | 2007年11月 | パトライト搭載機                                          |
| 名門! 夢色学園生徒会 ※                       | 2007年12月 |                                                           |
| ギャラクシーウイング                         | 2008年4月  | 「2リール機」                                             |
| 大繁盛本舗 江戸バージョン                    | 2008年6月  |                                                           |
| チキチキボカン                               | 2008年9月  | 全日遊連との共同開発                                      |
| ハネスロナイツ                               | 2008年11月 | 「2リール機」                                             |
| 甘ぴかっ                                     | 2009年2月  | 5号機で初めて役物（ボーナス）が存在しない                 |
| ダッシュ勝平 ※                               | 2009年2月  |                                                           |
| 銀河豪華客船クイーンギャラクシア             | 2009年6月  | 新筐体「EAGLE」初採用、松本零士プロデュースのオリジナル作 |
| ダブルアタック                               | 2009年10月 | ARTゲーム数を最大32倍に出来るダブルアップ機能を搭載       |
| パチスロひぐらしのなく頃に祭                 | 2010年4月  |                                                           |
| 009-1                                        | 2011年1月  |                                                           |
| ハネスロリラックマ                           | 2011年5月  | 「2リール機」                                             |
| ハネスロ林家一家                             | 2011年6月  | 「2リール機」                                             |
| デルピエロ                                   | 2011年9月  |                                                           |
| それいけ! こすみっくヒーローズ               | 2012年6月  |                                                           |
| パチスロ喰霊-零-                             | 2012年10月 |                                                           |
| パチスロQP                                   | 2013年7月  |                                                           |
| パチスロうみねこのなく頃に                   | 2014年1月  |                                                           |
| スーパーマリンCX-30                          | 2014年3月  |                                                           |
| パチスロひぐらしのなく頃に煌                 | 2014年11月 |                                                           |
| パチスロストライクウィッチーズ               | 2015年8月  |                                                           |
| パチスロSTEINS;GATE 廻転世界のインダクタンス | 2015年10月 |                                                           |

### 5.5号機・5.9号機
| 機種名                                                  | 発売年月   | 備考                                       |
| ------------------------------------------------------- | ---------- | ------------------------------------------ |
| 元祖ハネスロ再び                                        | 2016年6月  | 「2リール機」                              |
| 乱嵐エイサー(-30)                                       | 2016年9月  | 沖スロ、25パイ版は2017年9月発売            |
| パチスロラストエグザイル-銀翼のファム-                  | 2017年5月  | 新筐体「Xechs」初採用。天井非搭載。        |
| パチスロ閃乱カグラ                                      | 2017年7月  |                                            |
| パチスロSTEINS;GATE 廻転世界のインダクタンス ランヴォア | 2017年9月  |                                            |
| ドリームクルーン500                                     | 2018年3月  | 5.9号機                                    |
| パチスロウィザード・バリスターズ 弁魔士セシル           | 2018年8月  | 5.9号機                                    |
| ドリームクルーン711                                     | 2018年12月 | 5.9号機・ドリームクルーン500のスペック違い |

### 6号機以降
| 機種名                                               | 発売年月   | 備考                                                                                 |
| ---------------------------------------------------- | ---------- | ------------------------------------------------------------------------------------ |
| OVER-SLOT「アインズ・ウール・ゴウン 絶対支配者光臨」 | 2019年8月  | 型式名:Sパチスロオーバーロード                                                       |
| ドリームクルーン2                                    | 2019年12月 |                                                                                      |
| パチスロ1000ちゃん                                   | 2020年1月  | 6号機初のA+AT機                                                                      |
| パチスロひぐらしのなく頃に祭2                        | 2020年12月 | A+ART機                                                                              |
| Sパチスロ1000ちゃん ごらくver.                       | 2021年4月  | A+AT機、設定L搭載（2022年12月発表） パチスロ1000ちゃんのスペック違いでダイナム専用機 |
| パチスロ東京レイヴンズ                               | 2021年7月  | 6.1号機                                                                              |
| パチスロかまいたちの夜                               | 2021年10月 | 6.1号機                                                                              |
| 来雷エイサーEX-30                                    | 2022年1月  |                                                                                      |
| パチスロひぐらしのなく頃に祭2 カケラ遊び編           | 2022年4月  | 6.4号機、オーイズミラボ製、AT機                                                      |
| パチスロ閃乱カグラ BURSTUP                           | 2022年8月  | 6.5号機、オーイズミラボ製、AT機                                                      |
| パチスロOVERLORD絶対支配者光臨Ⅱ                      | 2023年4月  | 6.5号機、AT機                                                                        |
| Lパチスロ閃乱カグラ2 SHINOBI MASTER                  | 2024年9月  | スマスロ、オーイズミラボ製                                                           |
| Lダブルアタック2 with OZS-1000&RAPHAEL               | 2024年11月 | スマスロ                                                                             |
| L少女☆歌劇 レヴュースタァライト -The SLOT-           | 2025年3月  | スマスロ                                                                             |
| LBパチスロ1000ちゃんA                                | 2025年6月  | スマスロ、オーイズミラボ製、ボーナストリガー搭載                                     |

## パチンコ機種一覧
| 機種名                    | 発売年月  | 備考                                        |
| ------------------------- | --------- | ------------------------------------------- |
| PドリームクルーンULTIMATE | 2024年7月 | オーイズミ初のパチンコ機、製造:マルホン工業 |

## グループ企業

### 子会社
- 高尾 - パチンコメーカー
- オーイズミ・アミュージオ - ゲーム製作（主に海外製ゲームのローカライズ）
- レッド・エンタテインメント - ゲーム・アニメーション制作
- 神奈川電力 - 売電事業
- 下仁田物産 - こんにゃく製造
- 妙高酒造
- バブルスター - 食品販売[18]
- 武内製薬

### 関連当事者（役員等が株式の過半数を所有する企業）
- オーイズミフーズ - 居酒屋チェーン「くいもの屋 わん」などを運営
- オーイズミダイニング - 居酒屋チェーン「月あかり」などを運営

### 過去のグループ企業
- アニメインターナショナルカンパニー（AIC）

## 諸問題
2015年9月8日付の毎日新聞の報道によると、オーイズミと提携していた医療法人が、神奈川県厚木市内に病院と高齢者住宅などを建設する計画を立てたが、神奈川県が休眠中法人に対する内部規則を適用することなく開設許可を出し、直後に土地が差押を受けた。にもかかわらず、県は法令上の手続を先送りし、着工を了承。その結果、病院は完成したものの、開院できない状態となっている。オーイズミの会長は、神奈川県の黒岩祐治知事に個人献金をしており、利益誘導があったのではと指摘されている。